# Championnat de Suisse de hockey sur glace 1940-1941
Saison précédente Saison suivante
La saison 1940-1941 est la 32e saison du championnat de Suisse de hockey sur glace. Le HC Saint-Moritz n'ayant pas d'équipe complète à disposition et Arosa étant rétrogradé en Série A à sa demande, c'est Montchoisi Lausanne qui est appelé comme cinquième équipe pour cette saison en Ligue nationale A.

## Ligue nationale A
| Clt   | Équipe                  | PJ | V | D | N | BP | BC | Diff | Pts |
| ----- | ----------------------- | -- | - | - | - | -- | -- | ---- | --- |
| +001, | HC Davos                | 4  | 4 | 0 | 0 | 23 | 4  | +19  | 8   |
| +002, | Zürcher SC              | 4  | 3 | 1 | 0 | 15 | 2  | +13  | 6   |
| +003, | CP Berne                | 4  | 1 | 2 | 1 | 1  | 6  | -5   | 3   |
| +004, | Grasshopper Club Zurich | 4  | 1 | 3 | 0 | 8  | 20 | -12  | 2   |
| +005, | Montchoisi HC           | 4  | 0 | 3 | 1 | 3  | 18 | -15  | 1   |

- En gras : champion de Suisse
- En italique : en barrage de promotion/relégation

Davos remporte le 13e titre de son histoire, le 4e consécutivement. Quant au Arosa, vainqueur de la Série A, il est promu en LNA. En finale de promotion-relégation, le HC Bâle-Rotweiss s'impose lui contre Montchoisi Lausanne et prend sa place en LNA.